# Chase & Status

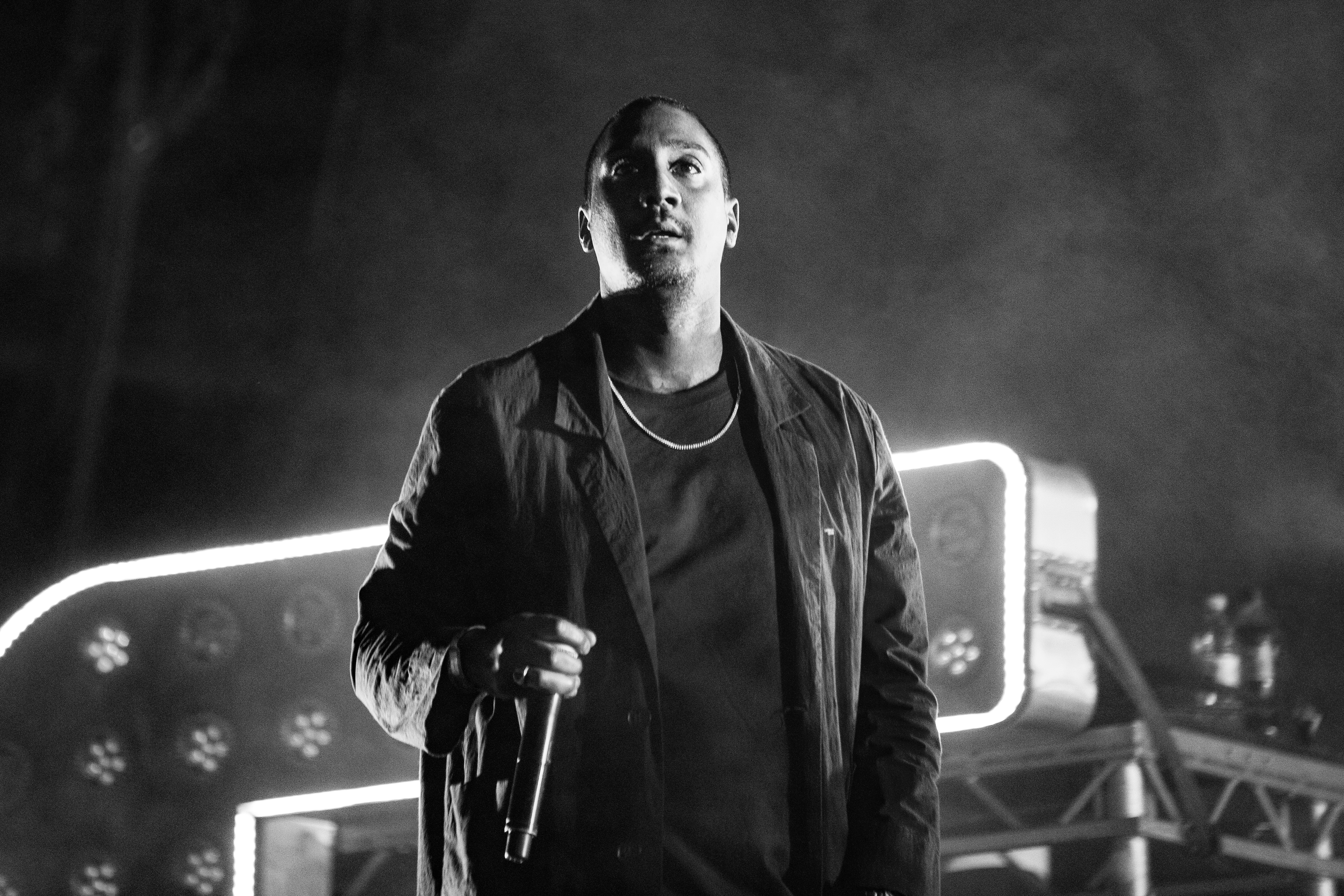
MC Rage, SonneMondSterne 2018

Chase & Status é o duo de produtores londrinos de drum and bass Saul Milton e Will Kennard.
Apesar de se especializarem em drum and bass, o duo produz uma série de estilos: o breakbeat, o dubstep. O primeiro single foi Like This / Blindside pela gravadora Vehicle. Desde então, o grupo vem lançando singles de sucesso. Recentemente seus singles e o álbum More Than Alot foram lançados pela Ram Records. Em 2008 tiveram a canção "Brazil" incluída no Dimensions EP Part 3.

## Sucesso nas paradas
O grupo também teve três canções que alcançaram o número um na parada UK Dance Chart. Em 2007 com o single "Hurt You"/"Sell Me Your Soul", e em 2008 com "Take Me Away"/"Judgement (Informer)". Em 5 de Outubro de 2008, atingiram o número 70 na parada nacional de singles e número um na parada UK Dance Chart com o single "Pieces" apresentando vocais do rapper Plan B.
O primeiro álbum de Chase & Status, More Than Alot, estreou no Reino Unido em número 49 no dia 19 de Outubro de 2008 e entrou na parada UK Dance Albuns em número 2.

## Premiações
O álbum More Than Alot recebeu o prêmio de Melhor Álbum na edição de 2009 do Drum and Bass awards, ocorrido em Birmingham, Reino Unido.

## Discografia

### Álbuns
- No More Idols - Mercury - 2011
- More Than Alot - Ram Records - 2008

### Singles
Like This / Blindside (12") Vehicle 2003
Wise Up / Tricky (12") Bingo Beats 2003
Wise Up / Tricky (12", Promo) Bingo Beats 2003
Blowtorch / Hoax (12") Potent Funk Recordings 2004
Call To Prayer / Stand Off (12") Barcode Recordings 2004
Call To Prayer / Stand Off (12", Promo) Barcode Recordings 2004
Ghost Town (12") Kreative Mindz 2004
Duppy Man (CD, Maxi) Breakbeat Kaos 2005
Duppy Man / Top Shotta (12") Breakbeat Kaos 2005
Duppy Man / Top Shotta (12", Pic) Breakbeat Kaos 2005
Hoodrat / Buddha Fist (12") Habit Recordings 2005
Iron Fist / Zulu King (12") BC Presents... 2005
Iron Fist / Zulu King (12", W/Lbl, Promo) BC Presents... 2005
Love's Theme / Wise Up (Remix) (12") Bingo Beats 2005
Love's Theme / Wise Up (Remix) (12", Promo) Bingo Beats 2005
Ten Tonne EP (2x12", EP) Renegade Hardware 2005
Wizard Killa / Guntalk (12") Barcode Recordings 2005
Bingo Sessions Volume 3 (CD, Mixed) Bingo Beats 2006
The Druids EP (2x12") Bingo Beats 2006
Dumpling Riddim / Disco (12") Ram Records 2007
Dumpling Riddim / Disco (12", Pic) Ram Records 2007
Dumpling Riddim / Disco (12", W/Lbl, Promo) RAM Records 2007
Hurt You / Sell Me Your Soul (12", Promo) Ram Records 2007
Hurt You / Sell Me Your Soul (12") RAM Records 2007
Hurt You / Sell Me Your Soul (12", Pic) RAM Records 2007
Pieces (File, MP3) RAM Records 2008
Pieces / Eastern Jam (12", W/Lbl, Promo, Sti) RAM Records 2008
Pieces / Eastern Jam (12") RAM Records 2008
Pieces / Eastern Jam (12", Pic) RAM Records 2008
Pieces / Eastern Jam (CD, Maxi) RAM Records 2008
Take Me Away / Judgement (Informer) (12", W/Lbl, Promo, Sti) RAM Records 2008
Take Me Away / Judgement (Informer) (12", Pic) RAM Records 2008
Take Me Away / Judgement (Informer) (12") RAM Records 2008
Take Me Away / Judgment (CDr, Maxi, Promo) RAM Records 2008
Against All Odds (12", Promo, Sti) RAM Records 2009
Against All Odds (12") Ram Records 2009
Against All Odds (CDr, Promo) RAM Records 2009
Against All Odds (CD, Single) RAM Records 2009
Against All Odds (Xample And Dub Step Remixes) (12") Ram Records 2009
Against All Odds / Saxon (12", Promo, Sti)